# Strategy First
Strategy First – niezależna kanadyjska firma wydająca oraz produkująca gry komputerowe, założona w 1988 roku w Montrealu.

## Wydane gry
Źródło: Gry-Online
- ALFA Antiterror 2005
- Alien Blast: The Encounter 2004
- Baseball Mogul 2009 2008
- Baseball Mogul 2010 2009
- Birth of America 2006
- Call for Heroes: Pompolic Wars 2007
- Crime Cities 2000
- Crusader Kings 2004
- Cuban Missile Crisis: The Aftermath 2005
- Culpa Innata 2007
- Dangerous Waters 2005
- Disciples II: Mroczne proroctwo 2002
- Disciples II: Strażnicy światła 2003
- Disciples II: Powrót Galleana 2004
- Disciples II: Słudzy ciemności 2003
- Disciples II: Bunt elfów 2003
- Dragon Throne: Bitwa o Czerwone Klify 2002
- Empire of the Ants 2000
- Europa Universalis 2001
- Europa Universalis II 2001
- F/A-18 Operation Iraqi Freedom 2003
- FlatOut 3: Chaos & Destruction 2011
- FlatOut 4: Total Insanity 2017
- Football Deluxe 2005
- G.I. Combat 2002
- Galactic Civilizations 2003
- Galactic Civilizations: Altarian Prophecy 2004
- Gang War: The Urban Gang Simulator anulowana
- Hannibal 2004
- Hearts of Iron 2002
- Hearts of Iron 2 2005
- Ironclads: American Civil War 2008
- Ironclads: High Sea 2009
- Jagged Alliance 2: Wildfire 2004
- Kohan: Ahriman's Gift 2001
- Kohan: Immortal Sovereigns 2001
- Making History: The Calm and the Storm 2007
- Micro Commandos 2002
- Nexagon Deathmatch 2003
- O.R.B. 2002
- Panzer Killer 2007
- Prince of Qin 2002
- Rails Across America 2001
- Shadow Vault 2004
- Space Empires V 2006
- Steel Beasts 2000
- Strike Fighters: Project 1 2002
- Submarine Titans 2000
- Supreme Ruler 2010 2005
- The I of the Dragon 2002
- The Outforce 2000
- Time of Defiance 2003
- Trainz 2001
- Trainz Classics 2007
- Trainz Railroad Simulator 2004 2003
- Dwa Trony: Wojna Róż 2004
- Uplink: Trust is a Weakness 2001
- Vendetta Online 2004
- Victoria: An Empire Under the Sun 2003
- War Times 2004
- Waterloo: Napoleon’s Last Battle 2001
- World War II Online: Blitzkrieg 2001
- Zero-G Marines anulowana